# Emmy Klieneberger-Nobel
Emmy Klieneberger-Nobel (Frankfurt am Main, 1892. február 25. – 1985. szeptember 11.) német zsidó származású brit mikrobiológus. Az első nő volt, aki a Frankfurti Egyetemen habilitált, 1930-tól egyetemi doktorként dolgozott ott. 1933-ban a náci zsidóüldözés miatt Londonba emigrált, ahol a mikoplazma-kutatás úttörőjévé vált. 1935-ben felfedezett és táptalajon szaporított egy szokatlan, sejtfal nélküli baktériumtörzset, amit L-forma baktériumnak nevezett el, a Lister Intézetről, ahol dolgozott. Munkásságára az International Organization for Mycoplasmology egy évente adományozandó Emmy Klieneberger-Nobel-díjjal emlékezik, amivel a mikoplazmákkal kapcsolatban kiváló eredményeket elérő tudósokat jutalmaznak.

## Fontosabb művei
- Pleuropneumonia-like organisms (PPLO) Mycoplasmataceae. London és New York, 1962
- Focus on Bacteria. London, 1965
- Pionierleistungen für die medizinische Mikrobiologie. Lebenserinnerungen. Stuttgart 1977; angol kiadásban: Memoirs. London 1980 (Önéletrajz)

## Ajánlott irodalom
- Ruth Lemcke, L.H. Collier: Obituary Notice: Emmy Klieneberger-Nobel. 1892−1985. In: Journal of Medical Microbiology. 22/1986. The Pathological Society of Great Britain and Ireland, S. 183−185, ISSN 0022-2615
- Obituary: Emmy Klieneberger-Nobel. In: British Medical Journal. 291/1985. BMJ Group, S. 1213, ISSN 0959-8138
- Obituary: Emmy Klieneberger-Nobel. In: The Lancet. 326/1985. Elsevier, S. 960−961, ISSN 0023-7507
- Gary E. Rice: Emmy Klieneberger-Nobel (1892−1985). In: Rose K. Rose, Carol A. Biermann: Women in the Biological Sciences: A Biobibliographic Sourcebook. Greenwood Publishing Group, Westport 1997, ISBN 0-31-329180-2, S. 261−265

## Fordítás
- Ez a szócikk részben vagy egészben az Emmy Klieneberger-Nobel című angol Wikipédia-szócikk ezen változatának fordításán alapul.  Az eredeti cikk szerkesztőit annak laptörténete sorolja fel. Ez a jelzés csupán a megfogalmazás eredetét és a szerzői jogokat jelzi, nem szolgál a cikkben szereplő információk forrásmegjelöléseként.